# 導火新聞線 (電影)
《導火新聞線》（英語：The Menu），是一部2016年上映的香港劇情片，為香港電視網絡同名電視劇的電影版續集；由方俊華執導、潘漫紅編劇，吳孟達、王宗堯、周家怡及楊淇領銜主演，張建聲、姜文杰、郭峰、陳穎妍、楊天經、龔慈恩及方健儀聯合主演。電影圍繞新聞傳媒作題材，獲香港電視網絡有限公司授權拍攝，中國3D數碼娛樂有限公司投资出品，於2015年12月开機拍摄。吳孟達憑本片入圍第36屆香港電影金像獎最佳男配角提名。

## 故事大綱
《囧報》會議室裡，記者方凝（周家怡飾）與樂嘉輝（王宗堯飾）、麥曉欣（楊淇飾）等為當天的新聞忙碌著，這時突然傳來消息：C99電視台錄影廠內訪問青年才俊高建仁的節目開始直播，期間發生爆炸，現場陷入慌亂，人們驚惶之際，疑犯譚銳智（吳孟達飾）發難站出，高舉手中爆破遙控器，揚言錄影廠內藏了炸藥，逼令在場人不得妄動，否則同歸於盡。
銳智面對鏡頭提出釋放人質的唯一條件——見特首。原來，銳智的目標是建仁。七年前建仁姦殺了銳智的女兒，但因證人改口供而未能使建仁入罪。其後銳智發現新證據，但基於香港司法制度一案不能兩審的限制，沒法再次起訴建仁，銳智為了為女兒討回公道，只有出此下策……

## 演員表

### 囧報
- 報章名稱的囧字是明亮的意思，即表示用真相照亮社會
- 旗臻報業集團旗下的報館

#### 管理層
| 演員   | 角色   | 暱稱/關係                                                                             |
| 曾启纶 | 廖秉勋 | 廖生 旗臻报业集团主席 庄雅源、关志伟、方凝之上司 （并无参演本片，仅于庄雅源口中提及） |
| 張建聲 | 莊雅源 | Chong、阿莊 旗臻報業集團行政總裁                                                      |
| 郭 峰  | 關志偉 | 關公 囧報社長                                                                         |
| 周家怡 | 方 凝  | 參見採訪部                                                                            |

#### 採訪部
| 演員   | 角色   | 暱稱/關係 |
| 周家怡 | 方 凝  | Square 囧報代總編輯兼港聞採訪主任 麥曉欣之室友 七年前與汪海藍亦師亦友，曾因石俊賢而反目，後和好 於電視劇第21集曾向麥曉欣表白 被鍾沛河非禮，後掌摑之 |
| 陳穎妍 | 袁美儀 | Emily 囧報娛樂及副刊採訪主任，於電視劇第18-22集間為總編輯 於電視劇第24集與眾人和好                                                                  |
| 楊天經 | 莫允財 | 莫財 囧報財經採訪主任 於電視劇第24集成功分析凡豐營運方式，而令集團簽約不成而崩潰                                                                    |

#### 記者
| 演員   | 角色   | 暱稱/關係                                                                             |
| 王宗堯 | 樂嘉輝 | 輝爺 囧報高級記者 麥曉欣之男友                                                        |
| 楊 淇  | 麥曉欣 | Mallory、阿咩 囧報新任攝影記者 方凝之室友 王子健之好友 與樂嘉輝互生情愫，並成為其女友 |
| 唐貝詩 | 莎莎   | 莎莎 囧報記者                                                                         |
| 溫 超  |        | 囧報記者                                                                              |
| 鄧嘉傑 | 阿泰   | 阿泰 囧報記者                                                                         |

#### 其他職員
| 演員   | 角色   | 暱稱/關係                                                     |
| 李 楓  | 何麗雲 | 麗雲姐 囧報校對 畢業於英文大學中文系                          |
| 姜文杰 | 王子健 | 王子 囧報攝影記者 於電視劇第24集已身亡 僅在麥曉欣的回憶中出現 |
| 鮑康兒 | 周詠薇 | Winnie 囧報美術部設計                                         |

### 閃報
| 演員   | 角色   | 暱稱/關係                                         |
|        | 蘇韻玲 | 總編輯，后辞职                                    |
| 何佩瑜 | 鍾凱祈 | 實習記者 在Facebook上臭骂上司苏韵玲编造新闻后辞职 |
| 楊尚斌 |        | 阿峰 記者                                         |
| 袁紫僑 |        |                                                   |

### 記者
| 演員   | 角色             | 暱稱/關係             |
| 東方昇 | 東方昇           | 毛記電視記者 特別客串 |
| 游 敏  | 游 敏 （佘驚曼） | Youtuber 特別客串     |

### C99電視台
| 演員   | 角色   | 暱稱/關係 |
| 吳孟達 | 譚銳智 | 智叔 燈光部技工，曾于电影公司担任烟火特效技工 詹瑞華之夫 谭一心之父 挟持高建仁及部分电视台员工，要求会见特首卢健权及要求其修改法例 曾被高耀球派人恐吓其及其妻 |
| 方健儀 | 李思思 | 新聞部主播 |
| 湯加文 |        | 電視節目主播 |

### 其他角色
| 演員     | 角色     | 暱稱/關係                                                                                 |
| 龔慈恩   | 詹瑞華   | 小巴司機 譚銳智之妻子 谭一心之母 收到丈夫的信息后于驾驶途中心脏病发导致车祸，最后伤重不治 |
| 張松枝   | 唐維剛   | Gordon 政府新聞統籌專員                                                                   |
| 黎明明   | 高建仁   | 高耀球之子 七年前姦殺譚一心，因證人改口供而被判無罪                                       |
| 陳詩慧   |          | 特別客串                                                                                  |
| 何華超   | 鍾沛河   | 立法會議員                                                                                |
| 莊思敏   |          | 談判專家                                                                                  |
| 全欣     | 谭一心   | 譚銳智、詹瑞華之女 七年前被高建仁姦殺                                                     |
| 大嘴米高 | 高耀球   | 高建仁之父                                                                                |
| 陳桂芬   | 黎魏玉嫦 | 政務司司長                                                                                |
| 余世騰   | 刘学礼   | 警務處處長                                                                                |

## 軼事
- 電視劇集版頭號主角梁小冰未能抽空參演。
- 此片為吳孟達從影以來首部擔正第一男主角之作，但是其角色在第36屆香港電影金像獎獲「降級」提名角逐「最佳男配角」獎項，遺憾的卻是他於2021年病逝前最後一次金像獎提名。
- 2016年8月2日在香港銅鑼灣MCL JP銅鑼灣戲院舉行電影首映禮，一眾主要演員包括吳孟達、王宗堯、周家怡、楊　淇、張建聲、姜文杰、楊天經、鮑康兒、何佩瑜、楊尚斌、龔慈恩、唐貝詩、陳詩慧，連同電影監製蕭定一、編劇潘漫紅、導演方俊華以及王維基均有出席。

## 電影歌曲

### 主題曲
- 『導火新聞線主題音樂』

作曲：江　暉

### 片尾曲
- 『We're Not Afraid』

作詞／作曲／歌曲監製：陳詩慧　編曲：Damon Lau　主唱：陳詩慧（Featuring. 王宗堯、周家怡、楊　淇、Kamfun Group）

## 奬項
| 年份 | 颁奖典礼             | 奖项       | 姓名   | 结果 |
| ---- | -------------------- | ---------- | ------ | ---- |
| 2017 | 第36屆香港電影金像獎 | 最佳男配角 | 吳孟達 | 提名 |

## 外部連結
- 香港影庫上《導火新聞線》的資料（繁體中文）
- 開眼電影網上《導火新聞線》的資料（繁體中文）
- 时光网上《導火新聞線》的資料（简体中文）
- 豆瓣电影上《導火新聞線》的資料 （简体中文）
- 互联网电影数据库（IMDb）上《導火新聞線》的资料（英文）
- AllMovie上《導火新聞線》的资料（英文）
- 導火新聞線的Facebook專頁